# Thomas Jutten
Thomas Jutten (Lommel, 28 februari 1993) is een Belgisch voetballer die in de aanval speelt. Hij komt sinds het seizoen 2016/17 uit voor de KFC Dessel Sport.

## Carrière

### Jeugd
Hij zette zijn eerste voetbalstappen bij GT Kolonie. Daarna speelde hij nog voor Lommel SK en KVSK United voordat hij op 10-jarige leeftijd naar KRC Genk trok. Hij kon hier echter nooit doorbreken in de eerste ploeg.

### Lommel United
Begin 2013 werd bekend dat hij voor een half seizoen wordt uitgeleend aan tweedeklasser Lommel United. Hij maakte zijn debuut voor Lommel in de thuiswedstrijd tegen Antwerp FC door in te vallen voor Jérôme Colinet. Zijn eerste goal voor Lommel maakte hij in de verloren thuiswedstrijd tegen KV Oostende. Zijn tweede goal was tegen VC Westerlo door een hoekschop binnen te koppen. Hij speelde dat half seizoen uiteindelijk 12 wedstrijden en scoorde 2 goals. Eind mei 2013 tekende hij een definitief contract bij Lommel, dat hem transfervrij overnam van Genk aangezien zijn contract daar afliep. Hij tekende voor 1 jaar met een optie voor nog 1 jaar.

### ASV Geel
In de zomer van 2015 maakte hij de overstap naar reeksgenoot ASV Geel. Op 29 augustus 2015 maakte hij zijn officieel debuut voor de club door in de basis te starten in de wedstrijd tegen SV Roeselare, hij werd hier na 72 minuten vervangen voor Simon Bracke. Zijn eerste doelpunt scoorde Jutten op 12 december 2015 in de verloren wedstrijd tegen zijn ex-ploeg Lommel United.

### Cercle Brugge
Begin 2016 werd bekend dat hij Geel na een half seizoen al zou verlaten voor reeksgenoot Cercle Brugge. Jutten tekende bij de club een contract tot 2018. Op 6 februari maakte Jutten zijn debuut voor de club in de wedstrijd tegen KSK Heist, hij viel hier na 64 minuten in voor Yvan Yagan.

### KFC Dessel Sport
Aan de start van het seizoen 2016/17 leende Cercle Brugge Jutten voor 1 seizoen uit aan KFC Dessel Sport. Aan het einde van het seizoen was de aanvaller einde contract bij de Brugse vereniging en Dessel Sport kon hem transfervrij overnemen.

## Statistieken
| Seizoen         | Club            | Competitie             | Competitie | Competitie | Eindronde | Eindronde | Beker | Beker | Totaal | Totaal |
| Seizoen         | Club            | Competitie             | Wed.       | Dlp.       | Wed.      | Dlp.      | Wed.  | Dlp.  | Wed.   | Dlp.   |
| --------------- | --------------- | ---------------------- | ---------- | ---------- | --------- | --------- | ----- | ----- | ------ | ------ |
| 2012-2013       | KRC Genk        | Eerste klasse          | 0          | 0          | 0         | 0         | 0     | 0     | 0      | 0      |
| 2012-2013       | → Lommel United | Tweede klasse          | 12         | 2          | 0         | 0         | 0     | 0     | 12     | 2      |
| 2013-2014       | Lommel United   | Tweede klasse          | 22         | 4          | 0         | 0         | 0     | 0     | 22     | 4      |
| 2014-2015       | Lommel United   | Tweede klasse          | 18         | 2          | 0         | 0         | 2     | 0     | 19     | 2      |
| 2015-2016       | ASV Geel        | Tweede klasse          | 18         | 6          | 0         | 0         | 0     | 0     | 18     | 6      |
| 2015-2016       | Cercle Brugge   | Tweede klasse          | 10         | 0          | 0         | 0         | 0     | 0     | 10     | 0      |
| 2016-2017       | Dessel Sport    | Eerste klasse amateurs | 27         | 12         | 0         | 0         | 1     | 0     | 28     | 12     |
| Carrière totaal | Carrière totaal | Carrière totaal        | 106        | 26         | 0         | 0         | 3     | 0     | 109    | 27     |

## Internationaal
Thomas Jutten is al voor verschillende Belgische nationale jeugdploegen uitgekomen. 